# De Havilland Gipsy
Les De Havilland Gipsy sont une famille de moteurs à pistons d'aviation, à refroidissement par air, produits à partir de la fin des années 1920 par la division moteur de De Havilland Aircraft Company, en Grande-Bretagne. Il s'agit, initialement, de moteurs quatre cylindres en ligne, mais des versions à six, huit et même douze cylindres ont été réalisées. Ces moteurs sont produits en grand nombre, notamment la version Gipsy Major, qui équipe pour les nombreux Tiger Moth, sur lesquels la plupart des pilotes britanniques de la seconde guerre mondiale ont réalisé leurs premières heures de vol. Ils équipent aussi d'autres avions réalisés par de Havilland, aussi bien de transport (Dragon, Dragon Rapide, Dove, Heron) que de course. D'autres constructeurs y font aussi appel, comme Miles ou Hunting Aircraft.

## Origine

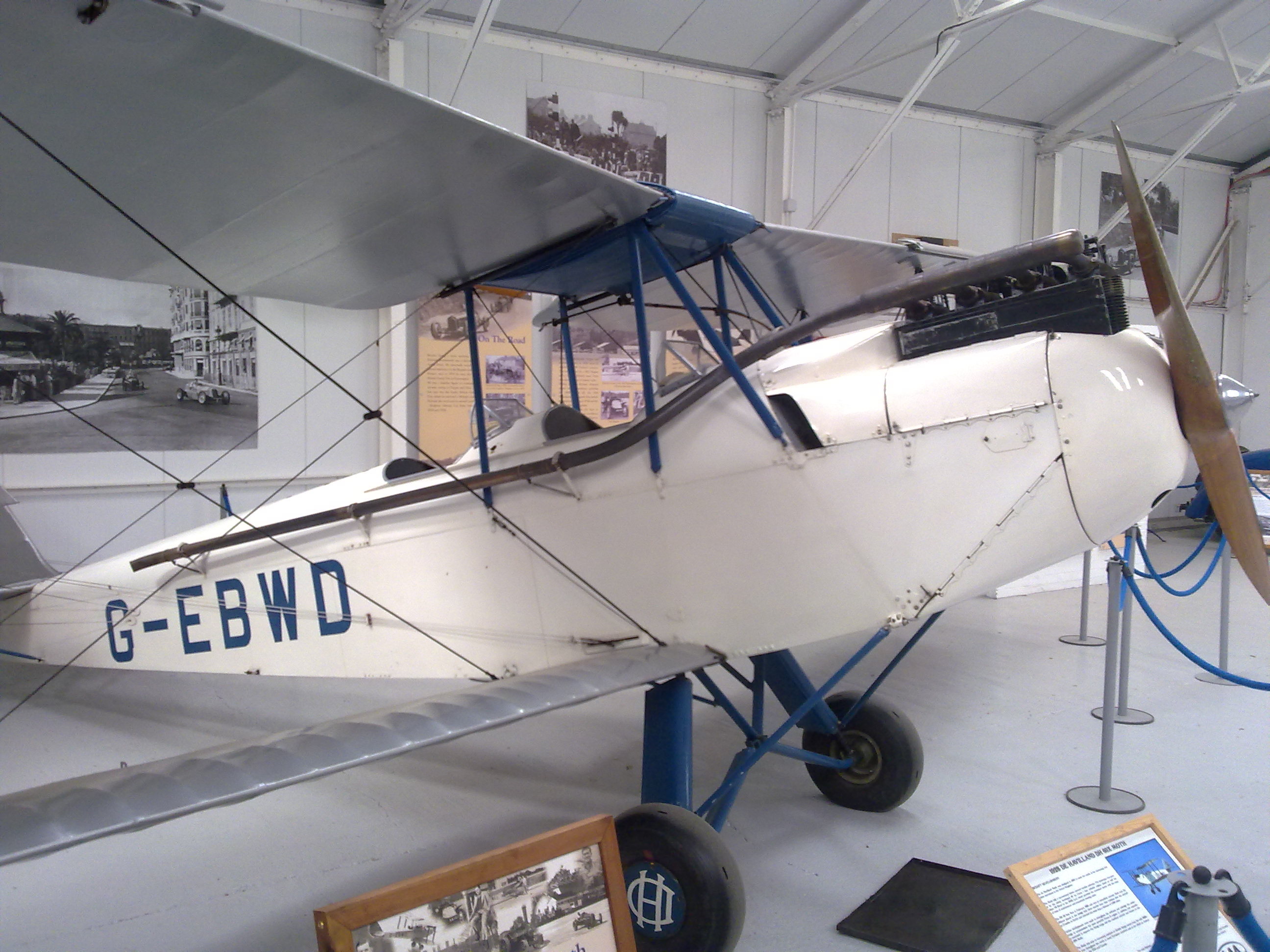
Moth avec un moteur Cirrus. Le moteur réduit le champ visuel du pilote

Pendant la première guerre mondiale, Geoffrey de Havilland au sein de Airco, conçoit le DH.6 qui utilise le moteur RAF 1A, version produite en Grande-Bretagne du bloc Renault V8 (9 litres, 80 ch). Ce moteur est produit en masse pendant le conflit et des surplus considérables sont disponibles à la fin de la guerre. La société Aircraft Disposal Company (Airdisco), vend des moteurs de ce type, reconditionnés et améliorés, pour le marché civil. L'ingénieur Frank Halford s'occupe de cette activité. Plusieurs constructeurs y font appel, dont de Havilland, maintenant à la tête de sa propre entreprise, pour le DH.51. Dans la première moitié des années 1920, de Havilland développe un petit biplan sportif, qui s'appellera le DH.60 Moth, et recherche, pour l'équiper, un moteur léger et bon marché. Il se rapproche alors de Airdisco et de Frank Halford, qui développent le moteur Cirrus. Ce moteur utilise nombre de pièces venant du Renault V8 ou de sa version britannique, mais n'a qu'une rangée de cylindres. Il a donc une cylindrée de 4,5 litres, la moitié de celle du moteur Renault. 
Ce moteur équipe les premières versions du DH.60, mais il ne peut être produit que tant que des pièces d'origine Renault sont disponibles. Hors, le Moth se vend assez bien, et de plus le moteur est adopté par d'autres constructeurs, notamment Avro pour son Avian. de Havilland a rapidement besoin d'un nouveau moteur. D'autre part, il souhaite que son entreprise soit autonome dans la production de moteurs. Il met donc en place une division moteurs de sa compagnie, et emploie Frank Halford comme consultant pour développer un moteur similaire au Cirrus, mais entièrement réalisé avec des pièces neuves. Ce moteur est le Gipsy I, produit dans l'usine de Hatfield. Parallèmement, Airdisco que Halford a quitté, veut aussi continuer la carrière commerciale du moteur Cirrus après l'épuisement (vers 1928) des pièces Renault, et crée sa division Cirrus Aero engines, chargée de produire des moteurs entièrement neufs. à Croydon. Le Cirrus est donc à l'origine de deux lignées de moteurs devenus concurrents sur le marché.

## Évolution du moteur quatre cylindres

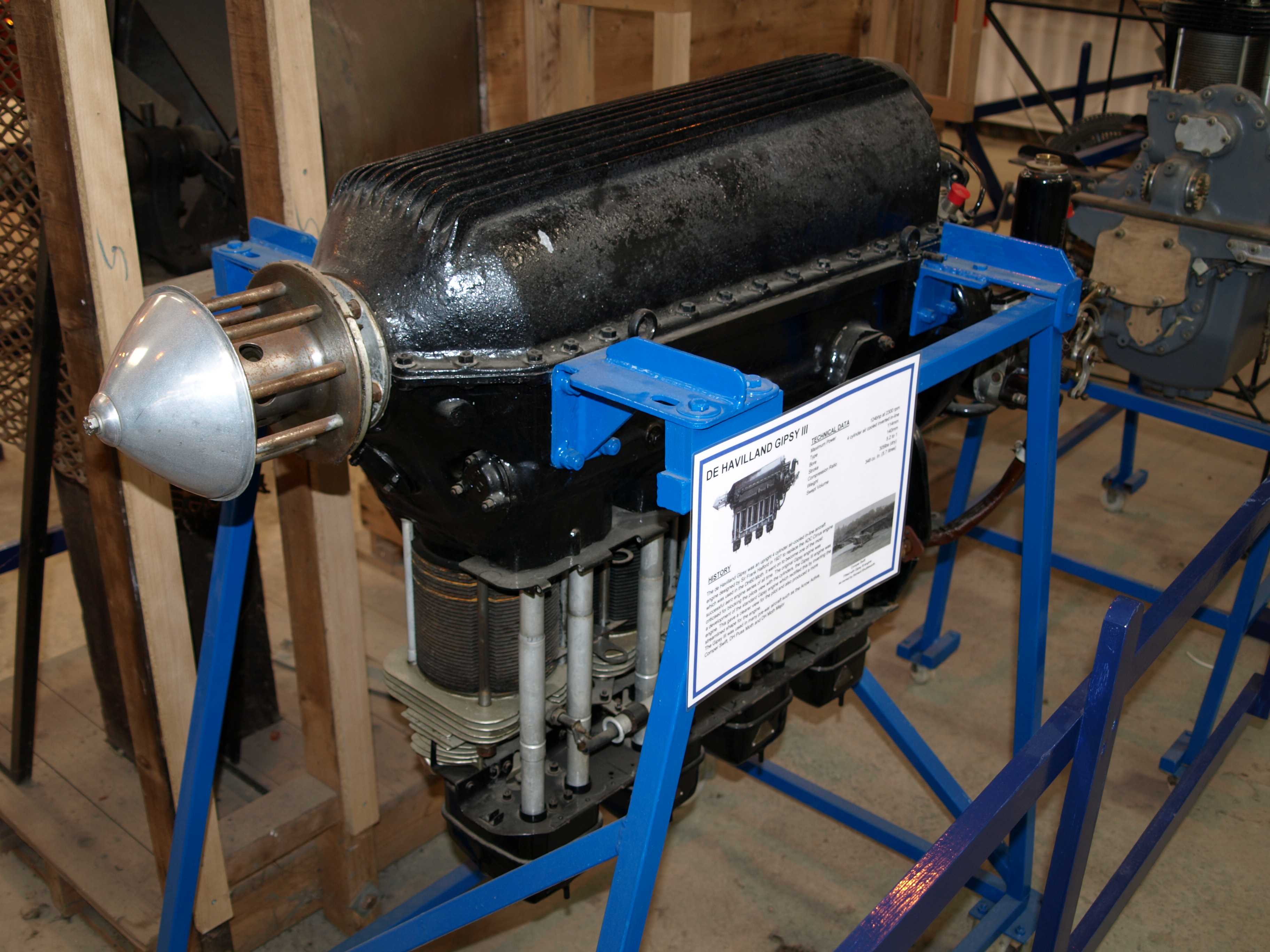
Un Gipsy III exposé.

Les Gipsy I et II ont, comme le Cirrus, un agencement vertical "classique" c'est-à-dire que le vilebrequin est en bas du moteur. Comme ce sont des moteurs à prise direct, le vilebrequin est placé à la hauteur du moyeu de l'hélice, et les têtes de cylindres se retrouvent très haut. Sur un monomoteur comme le Moth, cela signifie que le moteur vient considérablement encombrer le champ visuel du pilote. Pour résoudre ce problème, Halford modifie le moteur en inversant sa disposition. Le Gipsy III et tous les moteurs suivants ont donc le vilebrequin en haut (on parle de moteur inversé), ce qui permet de placer le bloc moteur sous l'axe de l'hélice et améliore considérablement la visibilité.
Le Gipsy Major, produit à partir de 1932, a une cylindrée accrue à 6,1 litres. Ce moteur est produit en très grande série (plus de 14000 exemplaires) car il équipe le de Havilland DH.82 Tiger Moth, avion-école standard de la Royal Air Force et des autres armées de l'air du commonwealth jusqu'à la fin de la seconde guerre mondiale. 
Il existe aussi une version de cylindrée réduite (3,8 litres), le Gipsy Minor, qui équipe le de Havilland DH.94 Moth Minor, à partir de 1937. 

## Versions à six cylindres en ligne

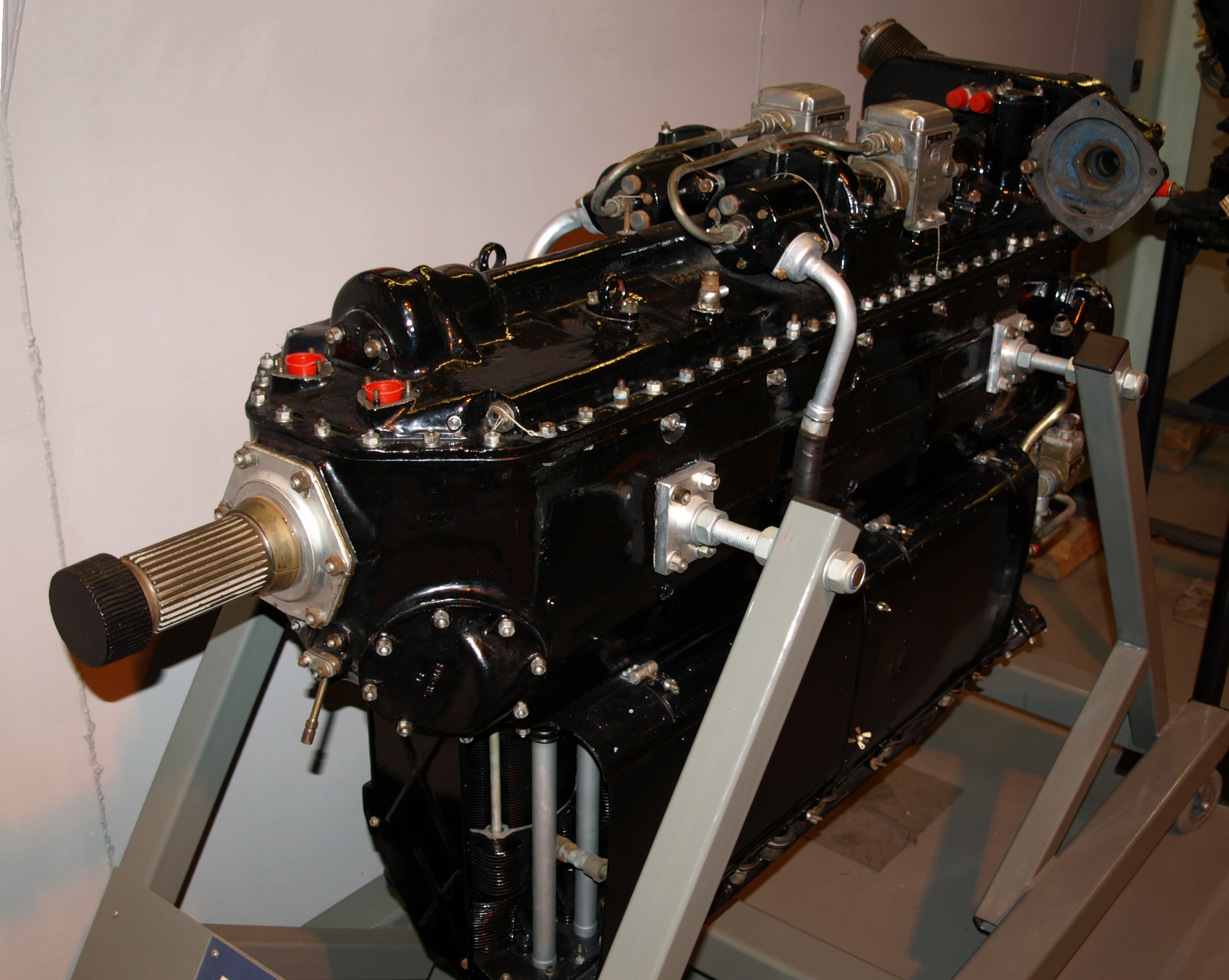
Un Gipsy Queen 30.

Le Gipsy Six est, dans sa conception, un Gipsy Major doté de deux cylindres supplémentaires. Il équipe le bimoteur de ligne De Havilland DH.89 Dragon Rapide. Le bloc six cylindres évolue sous le nom Gispy Queen, dont plusieurs itérations sont développées jusqu'à l'après-guerre. Le bloc moteur est changé, une suralimentation et un réducteur sont installés, et la puissance atteint jusqu'à 340 chevaux. Ces moteurs équipent les de Havilland Dove et Heron. Ils sont aussi adopté par d'autres constructeurs (la plupart britanniques), équipant, par exemple, l'appareil de liaison Percival Proctor ou l'hydravion Short Sealand.

## Version V12

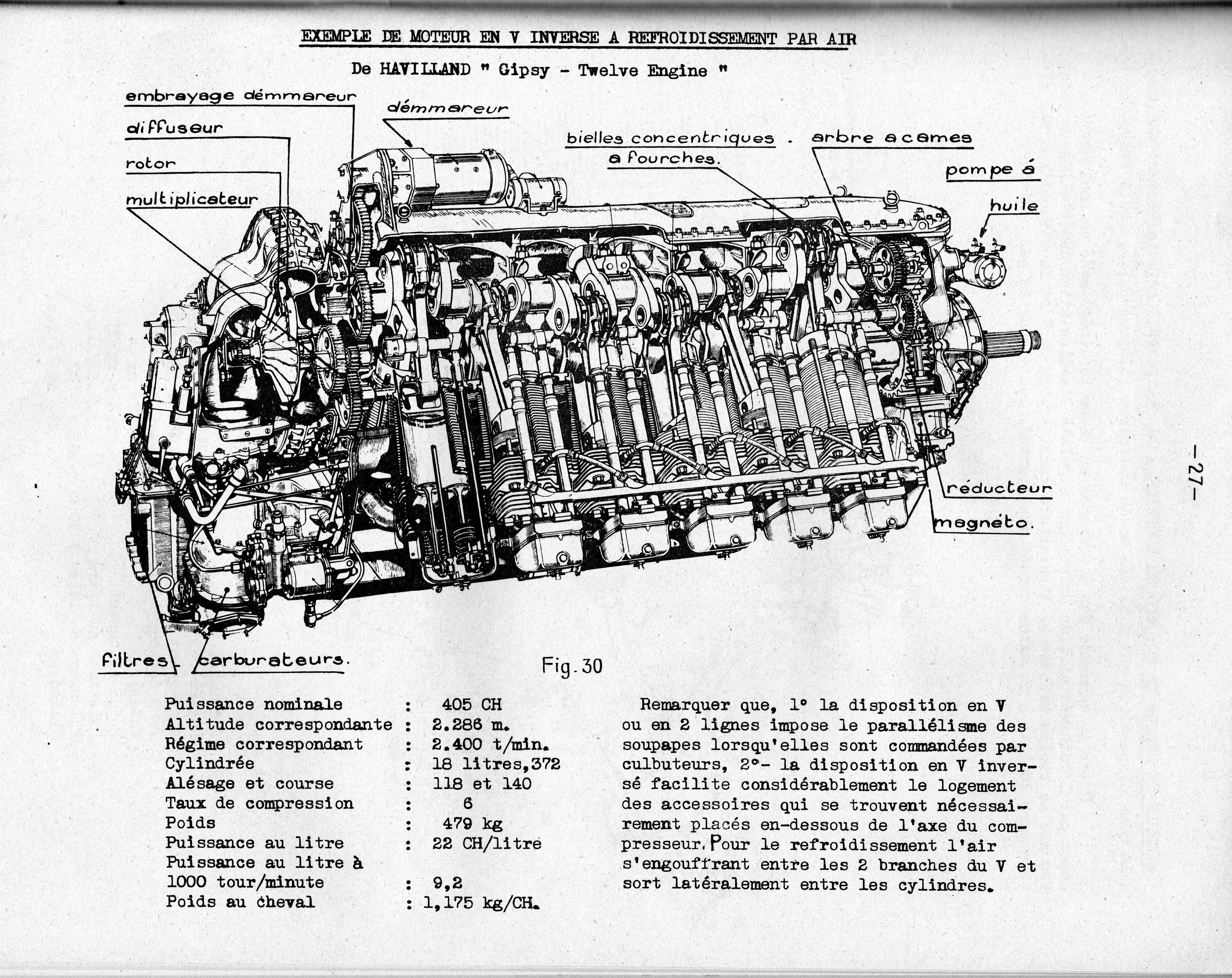
Description technique du moteur V12.

La famille comporte aussi une version 12 cylindres (toujours à dispositition inversée), nommée Gipsy 12 ou Gipsy King. Ce moteur développement plus de 500 chevaux au décollage. Il a été développé pour les Albatross et Don, et n'a été produite qu'en petite série.

## Production sous licence
En plus de la production chez de Havilland, des licences de production sont accordées à d'autres fabricants.
- Wright, aux États-Unis, produit des Gipsy Minor[7].
- La société tchécoslovaque Walter produit des Gipsy Major et des Gipsy Queen, sous le nom Walter Major 4 et Walter Major 6[8].
- En Italie, Alfa Romeo produit le Gipsy Major et le Gipsy Six, sous les noms Alfa Romeo 110 et 115[9].
- En Roumanie, IAR produit le Gipsy Major (IAR 4-G1) et le Gipsy Six (IAR 6-G1),
- En Australie, le Gipsy Major est produit par Holden, division de General Motors[10].